# سالن والیبال بسکنت
سالن والیبال بسکنت (ترکی استانبولی: Başkent Voleybol Salonu) یک سالن والیبال داخل سالن واقع در آنکارا ترکیه است.